# 越沼洋之
越沼 洋之（こしぬま ひろゆき、1956年1月1日 - ）は、日本のロックバンド「PIG ROCK O'clock」（ピッグロックオクロック）のボーカル、俳優、タレント。直木賞作家の長部日出雄は母方の叔父にあたる。身長170cm、体重127kg。血液型A型。妻は元ファッションモデルの木下桂子。